# Jorge Amado
Jorge Amado (portuguès brasiler: Jorge Leal Amado de Faria)  (Itabuna, 10 d'agost de 1912 - Salvador, 6 d'agost de 2001), fou un escriptor modernista i polític brasiler. Es tracta d'un dels autors brasilers contemporanis més importants i ha estat traduït a una cinquantena d'idiomes. Les seves creacions han gaudit d'una gran popularitat al seu país, havent-se adaptat en diverses ocasions al teatre, cinema i televisió. De les seves 49 obres literàries, en destaquen: Dona Flor e seus dois maridos, Tieta do Agreste i Gabriela, cravo e canela.
Va ser part de l'elit intel·lectual comunista del país, sent diputat federal del Partit Comunista Brasiler. En els seus relats, Amado va descriure un país alegre i optimista malgrat que marcat, al mateix temps, per profundes diferències socials i econòmiques.
És un dels noms il·lustres de la literatura brasilera. Va ser membre de l'Academia Brasileira de Letras durant quaranta anys, des del 1961 fins a la seva mort. Va ser condecorat amb el Premi Lenin de la Pau entre els pobles (1951), el Premi Mundial Cino del Duca (1990), el Premi Luís de Camões (1995) i, post mortem, va rebre la Gran Creu de l'Ordre del Mèrit Cultural del Brasil (2012). És el segon autor lusòfon amb més llibres venuts, per darrere de Paulo Coelho.

## Biografia

### Primers anys
Jorge Amado era fill del terratinent João Amado de Faria i donya Eulália Leal i va tenir tres germans: Jofre, Joelson i James. En el seu certificat de naixement indica que era nascut a Itabuna (Bahia), però diversos biògrafs posen en dubte aquesta dada, ja que el seu part hauria tingut lloc al domicili familiar, la finca Auricídia, que el 1912 pertanyia al districte de Pirangi, dins del terme municipal d'Ilhéus. Anys més tard, aquest districte va passar a formar part de la localitat d'Itajuípe. El 1913, una plaga de verola va obligar a la seva família a deixar la seva plantació de cacau i van establir-se a Ilhéus, on Jorge va viure bona part de la seva infància i que va servir d'inspiració per diverses de les seves novel·les.
A Salvador, amb 14 anys, va donar les primeres passes dins del món literari. Va ser un dels fundadors de l'Acadèmia dels Rebels, un grup de joves que va tenir un destacat paper en la renovació de la literatura bahiana. El grup va publicar diversos treballs autoeditats. Va traslladar-se l'any 1931 a Rio de Janeiro, llavors capital del país, per estudiar a la Facultat de Dret de la Universitat de Rio de Janeiro (l'actual UFRJ), encara que mai va exercir com advocat.

### Comunisme i exili
Als anys 30, la facultat era un centre de discussions polítiques i d'art, establint contacte per primer cop amb el moviment comunista. En aquella època va començar a treballar com a periodista i va afiliar-se al Partit Comunista Brasiler. Va rebre fortes pressions per les seves manifestacions ideològiques, havent-se exiliat i haver sigut empresonat. Amb el fi de la dictadura de Getúlio Vargas, va ser elegit Diputat Federal del PCB per l'estat de São Paulo. Com a diputat, va ser l'autor de l'esmena constitucional que garantia la llibertat religiosa dels ciutadans: va ser-ne promotor i encarregat de recaptar els suficients suports per aprovar-la, marcat per haver presenciat l'assetjament exercit pels fanàtics catòlics envers els practicants de cultes africans o dels protestants del Ceará.
Emmarcat dintre dels moviments comunista i modernista (al Brasil, sovint estaven interconnectats, com van exemplificar la pintora Tarsila do Amaral o l'arquitecte Oscar Niemeyer), la seva obra és una de les més significatives de la ficció brasilera moderna, havent contribuït enormement a la difusió de les arrels nacionals, el folklore, els traços del poble brasiler i la realitat social de l'època.

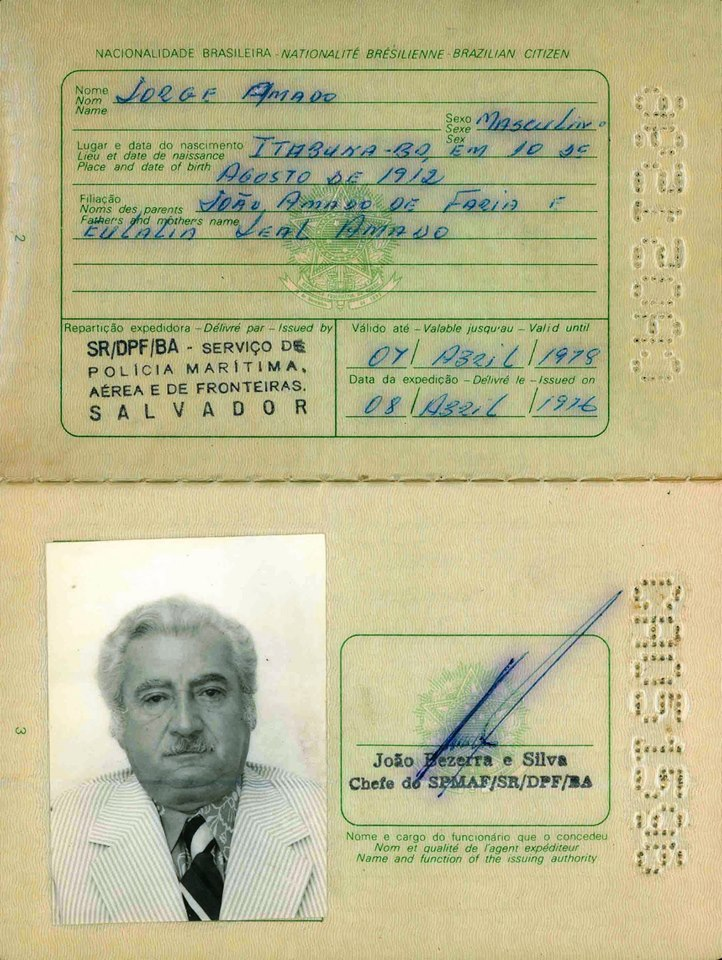
Passaport de Jorge Amado (1976).

Va viure a l'exili a l'Argentina i Uruguai (entre 1941 i 1942). L'any 1948, el Brasil va il·legalitzar el Partit Comunista i Amado va haver de deixar el seu escó a la Cambra dels Diputats i sortir de nou del país, vivint primer a París (1948 - 1950) i després a Praga (1951 - 1952). En la seva època a Txecoslovàquia va ser vigilat, tant per l'CIA com pel KGB. L'escriptor va acabar repudiant el Partit Comunista l'any 1956, després dels fets del Discurs Secret.

### Retorn al Brasil
L'any 1958 torna al Brasil, a Petrópolis, on ultima i publica Gabriela, cravo e canela. Amb la venda dels drets cinematogràfics, compra un terreny a Rio Vermelho, un barri de Salvador, on edifica la que seria la seva residència a partir de 1962.
Durant la greu crisi econòmica brasilera de principis dels 90, Jorge Amado va veure com tots els seus estalvis dipositats al Banco Econômico eren bloquejats. Quan el banc va declarar-se en fallida l'any 1994, va suposar la pèrdua d'aquest capital, però finalment el Govern va intervenir el banc, garantitzant part dels diners.
Els últims anys d'Amado van estar marcats per l'empitjorament de la seva salut. L'any 1993 va patir un infart i el 1997 es va sotmetre a una intervenció per implantar-li un marcapassos. La seva diabetis va causar-li ceguera, fet que el va allunyar de l'escriptura, sumint-lo en una depressió. El juny de 2001 va patir un fort atac hiperglucèmic, complicat per una infecció renal i pulmonar de les que no va arribar a recuperar-se, morint poques setmanes després.

### Vida familiar
L'escriptor va contraure matrimoni dos cops. Amb Matilde Garcia Rosa va estar casat entre 1933 i 1944 i van tenir una filla, de nom Eulália, com l'àvia paterna. La nena va morir als 14 anys. L'any 1945 va conèixer a la que seria la seva segona muller, Zélia Gattai, es van casar aquell mateix any, romanent plegats fins a la mort de l'autor. Tingueren dos fills: João (n. 25/11/1947) i Paloma (n. 19/08/1951). Gattai era anarquista, activista pro-amnistia i escriptora; seu és el llibre de memòries Anarquistas, graças a Deus (1979). Casualment, l'Acadèmia Brasilera de les Lletres va concedir-li la cadira núm. 23, que havia deixat vacant el seu marit en morir. Les cendres de tots dos van ser enterrades a la casa familiar del barri de Rio Vermelho de Salvador, que actualment funciona com casa museu.
El llibre infantil O gato Malhado e a andorinha Sinhá va ser escrit l'any 1948 per al seu fill João, qui llavors tenia un any. El manuscrit es va perdre durant la preparació del seu exili a Europa i no es va trobar fins a l'any 1976, quan es va publicar amb il·lustracions de l'artista argentino-brasiler Carybé.
L'escriptor era practicant d'umbanda i candomblé i va ser nomenat Obá de Xangô, una menció honorífica atorgada als amics i protectors del candomblé, una religió que considerava «alegre i sense pecat».
Dels seus germans, Joelson va ser metge neuropediatra i James va esdevenir escriptor. Jorge era cosí de Gilberto Amado (advocat, escriptor, periodista, polític i diplomàtic) i de l'actriu Véra Clouzot.

## Obra literària
Segons les apreciacions del crític i historiador brasiler Alfredo Bosi, l'extensa vida literària de Jorge Amado presenta dues fases ben diferènciades:

### Crítica social, 1930-1955
La primera època engloba els seus anys de militància comunista, des de la matriculació a la Universitat de Rio fins al seu regrés de l'exili europeu i està marcat per la temàtica social i política, lluita de classes, opressió a les minories... Aquesta temàtica va suposar seriosos problemes per Amado. Per exemple, Cacau va ser segrestat per les autoritats.
L'autor creia necessari legitimar les seves idees polítiques al mateix temps que representava literàriament les seves experiències i el sentir i viure del poble de Bahia. Encara que l'expressió artística és predominant, la concepció ideològica va creixent amb els anys i es fa més explícita. No en va, Amado va ser un dels escriptor estrangers més llegits a l'URSS.

### Costumisme (Regionalismo), 1955-2000

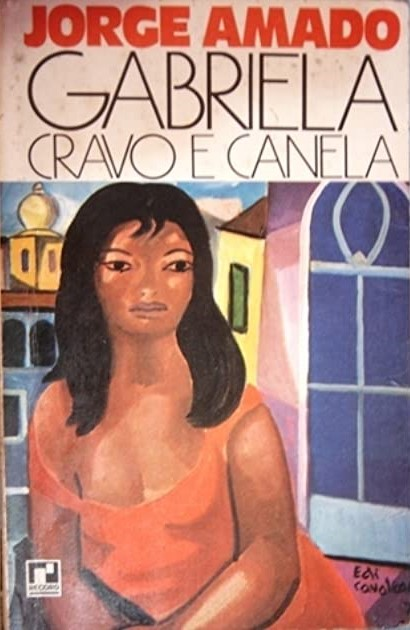
Portada del llibre Gabriela, cravo e canela.

Després de renunciar a la militància comunista i ja vivint de nou a Brasil, va publicar Gabriela, clau i canyella (1958), que va representar un canvi en la seva producció. En aquesta nova fase sol escriure cròniques costumistes i compta amb personatges característics com un home carismàtic de vida dissoluta (malandro), un poderòs terratinent (coronel) i una dona sensual. La novel·la està ambientada en Ilhéus, en l'època en què Amado hi va viure, de nen.
El 1966 s'edita Donya Flor i els seus dos marits, un nou relat costumista sobre la vida a Bahia. Sota la inspiració del realisme fantàstic, la història ens mostra a Donya Flor com una dona que aconsegueix mantenir una relació a dues bandes, entre el seu nou espòs i el difunt primer marit. Tota la història és una confrontació entre vides i personatges antagònics, la lluita entre el deute i el plaer, etc.
Altres autors brasilers emmarcats en aquest estil, que va rebre el nom de modernisme regionalista, són Érico Veríssimo, Rachel de Queiroz, José Américo de Almeida, José Lins do Rego i Graciliano Ramos.

### Llibres publicats
| Any           | Títol original                                    | Estil          | Traducció al català |
| 1931          | O País do Carnaval                                | Novel·la       | |
| 1933          | Cacau                                             | Novel·la       | |
| 1934          | Suor                                              | Novel·la       | |
| 1935          | Jubiabá                                           | Novel·la       | |
| 1936          | Mar morto                                         | Novel·la       | |
| 1937          | Capitães da areia                                 | Novel·la       | |
| 1938          | A estrada do mar, poesia                          | Poesia         | |
| 1941          | ABC de Castro Alves                               | Biografia      | |
| 1942          | O cavaleiro da esperança                          | Biografia      | |
| 1943          | Terras do Sem-Fim                                 | Novel·la       | |
| 1944          | São Jorge dos Ilhéus                              | Novel·la       | |
| 1944          | Bahia de Todos os Santos                          | Guia           | |
| 1946          | Seara vermelha                                    | Novel·la       | |
| 1947          | O amor do soldado                                 | Obra de teatre | |
| 1951          | O mundo da paz                                    | Viatges        | |
| 1954          | Os subterrâneos da liberdade                      | Novel·la       | |
| 1958          | Gabriela, cravo e canela                          | Novel·la       | Gabriela, clau i canyella: Crònica d'una ciutat de l'interior                                                                         |
| 1959          | A morte e a morte de Quincas Berro d'Água         | Novel·la       | La mort i la mort d'en Quincas Bram d'Aigua                                                                                           |
| 1961          | Os velhos marinheiros ou o capitão de longo curso | Novel·la       | Els vells mariners o La veritat completa sobre les discutides aventures del comandant Vasco Moscoso de Aragão, capità de gran derrota |
| 1964          | Os pastores da noite                              | Novel·la       | |
| 1964          | O Compadre de Ogum                                | Novel·la       | |
| 1966          | Dona Flor e Seus Dois Maridos                     | Novel·la       | |
| 1969          | Tenda dos milagres                                | Novel·la       | |
| 1972          | Teresa Batista cansada de guerra                  | Novel·la       | |
| 1976          | O gato Malhado e a andorinha Sinhá                | Infantil       | |
| 1977          | Tieta do Agreste                                  | Novel·la       | |
| 1979          | Farda, fardão, camisola de dormir                 | Novel·la       | |
| 1979          | Do recente milagre dos pássaros, contos           | Infantil       | |
| 1981          | O menino grapiúna                                 | Memòries       | |
| 1984          | A bola e o goleiro                                | Infantil       | |
| 1984          | Tocaia grande                                     | Novel·la       | Tocaia grande: la faç obscura |
| 1988          | O sumiço da santa                                 | Novel·la       | |
| 1992          | Navegação de cabotagem                            | Memòries       | |
| 1994          | A descoberta da América pelos turcos              | Novel·la       | |
| 1997          | O milagre dos pássaros                            | Faula          | |
| 2008 (pòstum) | Hora da Guerra                                    | Cròniques      | |

#### Traduccions
L'obra de Jorge Amado ja ha estat editada a 55 països i traduïda a 49 idiomes: albanès, alemany, àrab, armeni, àzeri, búlgar, català, xinès, coreà, croat, danès, eslovac, eslovè, espanyol, esperanto, estonià, finès, francès, gallec, georgià, grec, guaraní, hebreu, neerlandès, hongarès, yiddish, anglès, islandès, italià, japonès, letó, lituà, macedònic, moldau, mongol, noruec, persa, polonès, romanès, rus, serbi, suec, tailandès, txec, turc, turcman, ucraïnès, vietnamita i èuscar.
Les edicions en català dels seus llibres són:
| Títol original                                     | Títol en català                                | Traductor/a      | Editorial    | ISBN                   |
| -------------------------------------------------- | ---------------------------------------------- | ---------------- | ------------ | ---------------------- |
| Gabriela, cravo e canela                           | Gabriela, clau i canyella                      | Anna Alsina      | Edicions 62  | ISBN 978-84-297-4327-2 |
| A morte e a morte de Quincas Berro d'Água          | La mort i la mort d'en Quincas Bram D'aigua    | Gabriel Sampol   | Lapislàtzuli | ISBN 978-84-939080-5-8 |
| Os velhos marinheiros, ou o capitão de longo curso | Els vells mariners o el capità de gran derrota | Xavier Moral     | Proa         | ISBN 978-84-7588-196-6 |
| Tocaia Grande: a face obscura                      | Tocaia Grande: la faç obscura                  | Manuel de Seabra | La Magrana   | ISBN 978-84-7410-323-6 |

#### Adaptacions
Moltes de les seves obres van ser adaptades per cinema, televisió, teatre, ràdio i còmics. L'any 1960 es va estrenar a la TV Tupi l'adaptació de Gabriela, cravo e canela, dirigida per Maurício Sherman, guanyant una segona versió quinze anys després, produïda per la TV Globo i dirigida per Walter G. Durst i una tercera al cinema, protagonitzada per Sônia Braga i Marcello Mastroiani i sota la direcció de Bruno Barreto (1983).
Barreto havia portat Dona Flor e seus dois maridos al cinema l'any 1976, tot un èxit amb més de 10 milions d'espectadors; l'obra també va ser adaptada al teatre, es va rodar una minisèrie i un remake de la pel·lícula, el 2017. Pel teatre també van passar, en la dècada de 1980, les adaptacions d'O gato Malhado e a andorinha Sinhá i de Capitães de areia, aquesta última va ser replicada novament en format televisiu, el 1989.
A continuació es van exhibir noves adaptacions per TV: Tieta do agreste (Ricardo Waddington, 1989), Tocaia grande (Walter Avancini, 1995) i un remake de Dona Flor (Rogério Gomes i Carlos Araújo, 1998). Gabriela va ser adaptada de nou, l'any 2012, sota la direcció de Mauro Mendonça Filho.

### Cartes

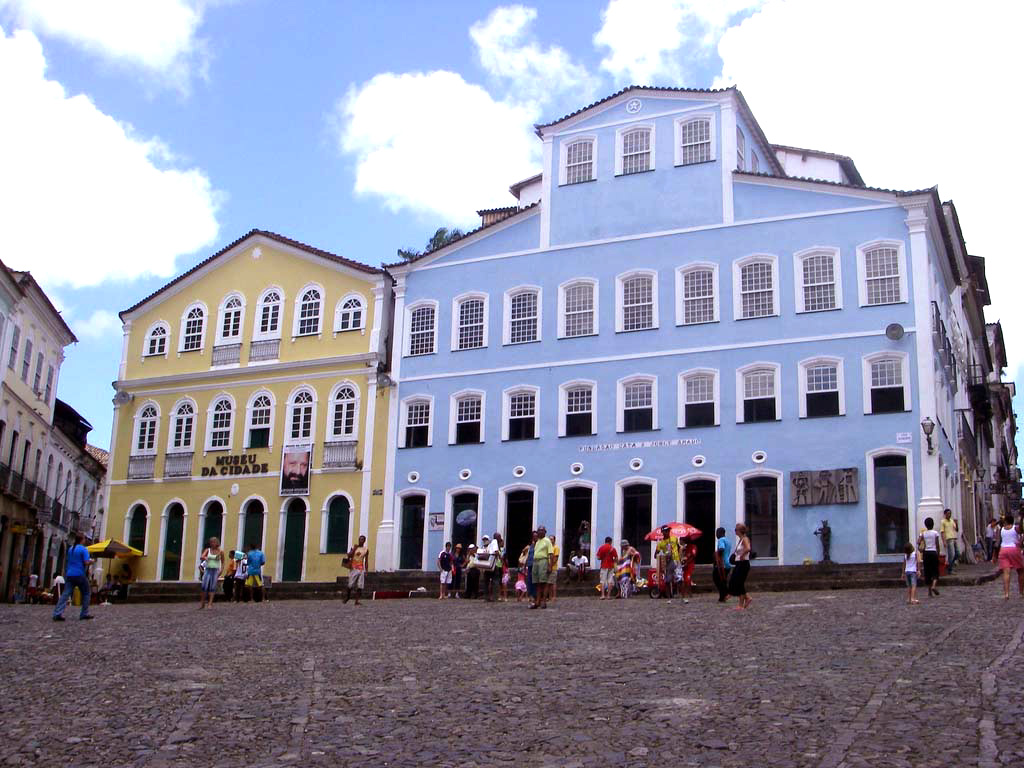
Fundació Casa de Jorge Amado, al Pelourinho.

Es guarden més de 100.000 cartes, encara en procés de catalogació. Amado, en el seu testament, va donar-les a la seva fundació, amb la condició de que només fossin publicades cinquanta anys després de la seva mort, segons va declarar Myriam Fraga, la primera directora de la fundació.
Se sap que aquestes cartes versen sobre molts temes, ben diversos: literatura, política, cinema, arts plàstiques, actualitat... fins i tot es donava el cas de recomanar i presentar a persones que no es coneixien entre elles. Entre els seus interlocutors, es troben : Graciliano Ramos, Érico Veríssimo, Mário de Andrade, Carlos Drummond de Andrade, Monteiro Lobato, Gilberto Freyre, Pablo Neruda, Gabriel García Márquez, José Saramago, Juscelino Kubitschek, François Mitterrand, Antônio Carlos Magalhães, Gláuber Rocha, Federico Fellini, Alberto Moravia, Yves Montand, Jorge Semprún, Pablo Picasso, Oscar Niemeyer, Adonias Filho, Vinícius de Moraes, Jean-Paul Sartre, Simone de Beauvoir, Dorival Caymmi, Gal Costa, Gilberto Gil o Caetano Veloso.

## Premis i homenatges

### Acadèmia Brasilera de les Lletres

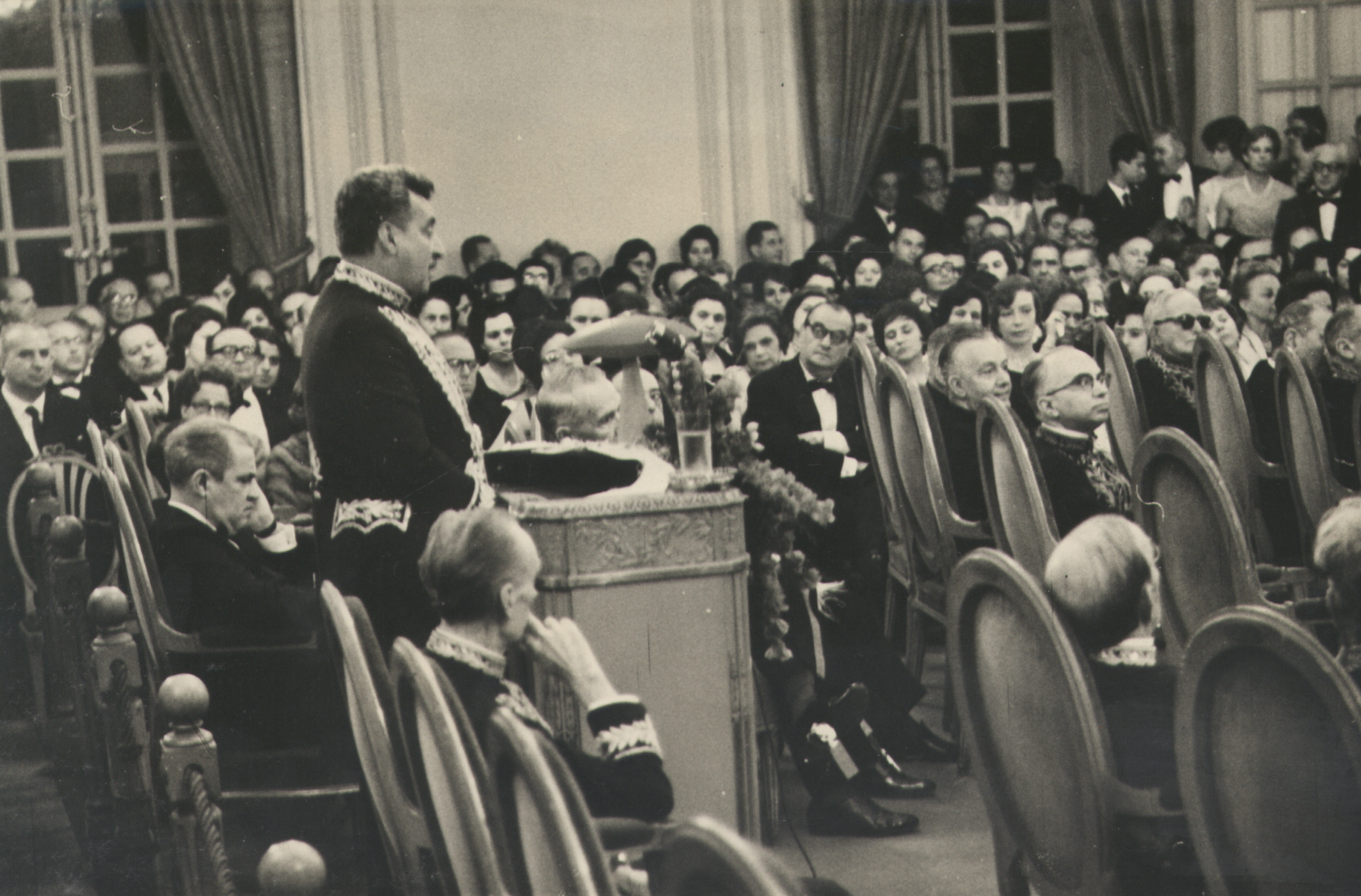
Acte de nomenament de Jorge Amado com a membre de lAcademia Brasileira de Letras (1961).

Jorge Amado va ser elegit per ser membre de l'Academia Brasileira de Letras el 6 d'abril de 1961, ocupant la cadira núm. 23. Aquesta havia estat ocupada anteriorment per Otávio Mangabeira i el seu patró és José de Alencar. Sobre la seva experiència com acadèmic va escriure Farda, fardão, camisola de dormir, un relat sarcàstic aludint al formalisme excessiu de l'entitat i la senilitat dels seus membre.

### Altres guardons
L'escriptor va rebre diversos premis nacionals i internacionals. guanyador del Premi Lenin de la Pau entre els pobles (1951), el Premi Mundial Cino del Duca (1990), el Premi Luís de Camões (1995). Va ser condecorat amb el grau de Comanador i Gran Oficial de les Ordres de l'Argentina, Xile, Espanya, França, Portugal i Veneçuela.
Va ser proclamat doctor honoris causa per una desena llarga d'universitats al Brasil, Portugal, Itàlia, Israel i França, sent la Universitat de la Sorbonne la última en fer-ho en vida del novel·lista, l'any 1998. També va ser membre corresponent de l'Acadèmia de Ciències i Lletres d'Alemanya, Lisboa, São Paulo i membre especial de l'Acadèmia de Lletres de Bahia. És un dels autors que més cops ha sonat com a possible guanyador del Nobel de Literatura (com Borges, Murakami, Joyce, Tolstoi o Cortázar).

### Homenatges pòstums
L'any 2012, el del seu centenari, va rebre post-mortem la Gran Creu de l'Ordre del Mèrit Cultural del Brasil. També aquell any, el servei estatal de Correus va treure un segell especial en homenatge a l'escriptor, Jorge Amado 100 anos i l'escola de samba Imperatriz Leopoldinense va triar Amado com a protagonista del seu samba-enredo per la desfilada del Carnaval de Rio.
El 4 de desembre de 2014, fou guardonat post-mortem per l'Assemblea Legislativa de Bahia amb el títol de Ciutadà Meritori de la Llibertat i la Justícia Social João Mangabeira, en virtut de la seva trajectòria en defensa dels interessos socials, el més alt honor de l'estat.
El 2017 va ser homenatjat també pels científics brasilers que van donar el seu nom a una nova espècie d'amfibi, el Phyllodytes amadoi.
El nom de Jorge Amado ha servit per batejar un teatre a la ciutat de Salvador (1997) i l'aeroport d'Ilhéus (2002).